# Neu Patricken
Neu Patricken war ein Ort im Gebiet der polnischen Woiwodschaft Ermland-Masuren. Seine Ortsstelle liegt in der Gmina Purda (Landgemeinde Groß Purden) im Powiat Olsztyński (Kreis Allenstein).

## Geographische Lage
Die Ortsstelle von Neu Patricken liegt im Westen der Woiwodschaft Ermland-Masuren, 13 Kilometer südöstlich der Stadt Olsztyn (deutsch Allenstein).

## Geschichte
Der kleine Gutsort Neu Patricken wurde am 21. Mai 1856 gegründet als es amtlich hieß: „Dem in den Grenzen des Dorfes Patricken neu entstandenen Etablissement ist von der Königlichen Regierung der Name „Neu Patricken“ beigelegt worden.“
Zwischen 1874 und 1928 war Neu Patricken als Gutsbezirk in den Amtsbezirk Kleeberg im ostpreußischen Kreis Allenstein eingegliedert. Häufig stellte Neu Patricken den jeweiligen Amtsvorsteher – fast immer war es der Gutsbesitzer.
Am 30. September 1928 verlor der Gutsbezirk Neu Patricken seine Eigenständigkeit. Er wurde in den Nachbarort Patricken (polnisch Patryki) eingemeindet.

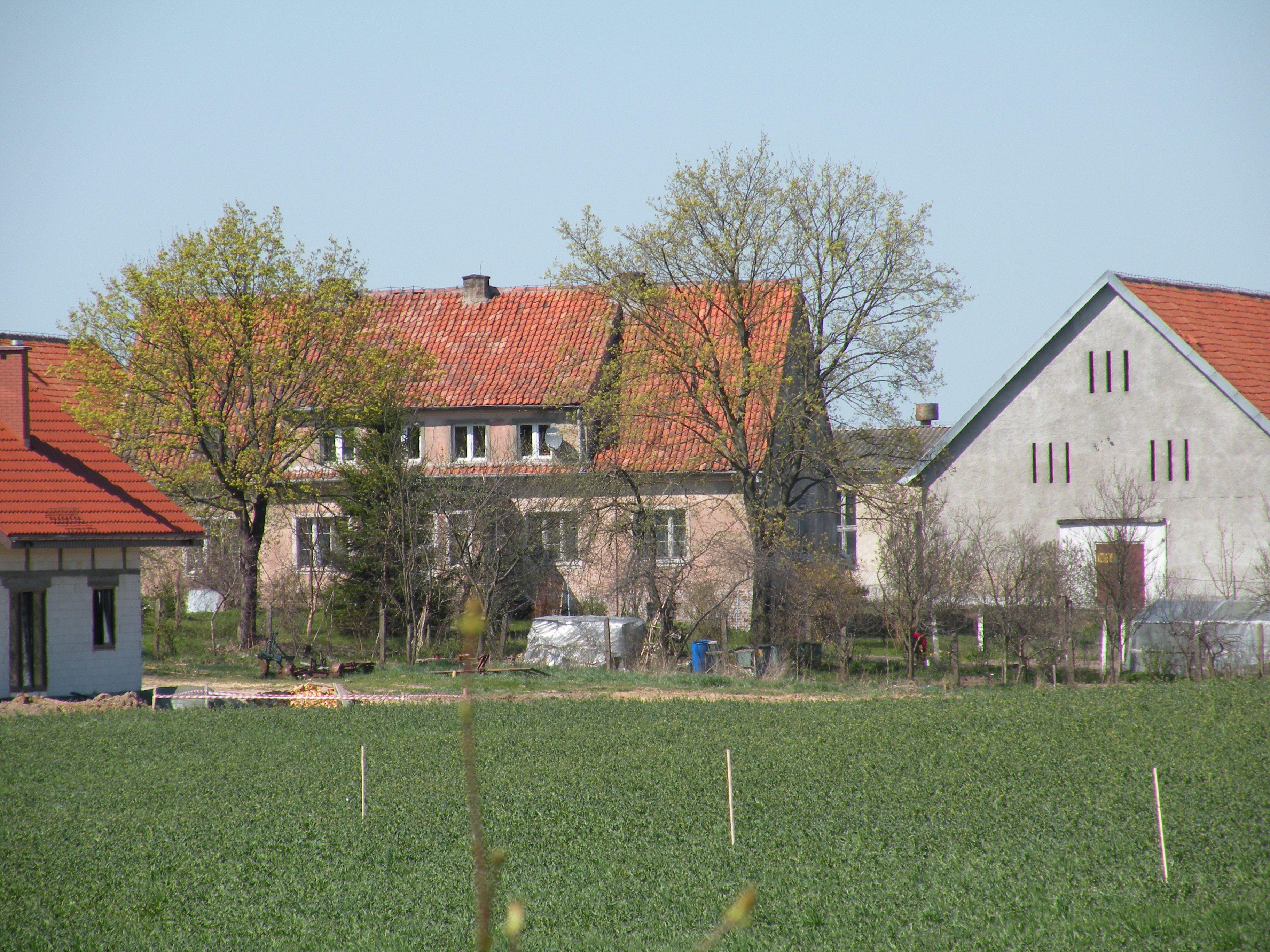
Gebäude der mit „Folwark Kazimierzowo“ gekennzeichneten Ortsstelle in Patryki

Im Jahre 1945 wurde in Kriegsfolge das gesamte südliche Ostpreußen an Polen überstellt. Neu Patricken soll die polnische Namensform „Nowy Patryki“ erhalten haben. Dieser Name wird schon seit vielen Jahren nicht mehr genannt. Die Stelle des Ortes liegt innerhalb des heutigen Dorfes Patryki und wird – allerdings nicht offiziell –  mit „Folwark Kazimierzowo“ bezeichnet. Ob diese beiden polnischen Namen  wirklich den ehemaligen Ort Neu Patricken bezeichnen, kann nicht belegt werden. So hat Neu Patricken als untergangenen zu gelten, wohl weil es in dem Dorf Patryki aufgegangen sein mag.

## Kirche
Bis 1945 war Neu Patricken in die evangelische Kirche Allenstein in der Kirchenprovinz Ostpreußen der Kirche der Altpreußischen Union, außerdem in die römisch-katholische Kirche Groß Kleeberg im damaligen Bistum Ermland eingepfarrt.

## Verkehr
Zu der heute mit „Folwark Kazimierzowo“ gekennzeichneten Ortsstelle führt eine Nebenstraße vom Dorf Patryki (Patricken) aus.